# چه‌جا
چه جا، روستایی ییلاقی است از توابع بخش کمالان شهرستان علی‌آباد در استان گلستان ایران.

## جمعیت
این روستا در دهستان استرآباد قرار دارد و براساس سرشماری مرکز آمار ایران در سال ۱۳۸۵، جمعیت آن بالای صد خانوار بوده‌است. و در سال 1392 جمعیت آن به 200 خانوار رسیده است.